# Амбреттолид
Амбреттолид — лактон оксипентадециловой кислоты.
Растворим в этаноле и органических растворителях, нерастворим в воде.
Содержится в эфирном масле семян кустарника Abelmoschus moschatus L., произрастающего в тропиках. Это масло является одним из наиболее дорогих, и применяют его только для приготовления высших сортов парфюмерных изделий.